# Schefflera succinea
Schefflera succinea är en araliaväxtart som beskrevs av David Gamman Frodin och Pedro Fiaschi. Schefflera succinea ingår i släktet Schefflera och familjen araliaväxter. Inga underarter finns listade.